# 海讷桑德市镇
62°38′N 17°56′E / 62.633°N 17.933°E
海讷桑德市镇（瑞典語：Härnösands kommun）是瑞典北部西诺尔兰省的一个市镇。其治所位于海讷桑德，约有18,000名居民。